# Loué
Loué település Franciaországban, Sarthe megyében. Lakosainak száma 2100 fő (2022. január 1.). Loué Chassillé, Tassillé, Vallon-sur-Gée, Auvers-sous-Montfaucon, Joué-en-Charnie, Mareil-en-Champagne és Saint-Christophe-en-Champagne községekkel határos.

## Népesség
A település népességének változása:
| Lakosok száma | 2207 | 2231 | 2135 | 2084 | 2068 | 2062 | 2050 | 2100 |
|               | 2013 | 2015 | 2017 | 2018 | 2019 | 2020 | 2021 | 2022 |